# Pleasant Hill (California)
Pleasant Hill è una città degli Stati Uniti d'America, situata in California, nella contea di Contra Costa.